# Batalla de Debáltseve
La batalla de Debáltseve fue un enfrentamiento militar en la ciudad de Debáltseve, óblast de Donetsk, entre las fuerzas separatistas prorrusas de la República Popular de Donetsk y la República Popular de Luhansk  y las Fuerzas Armadas de Ucrania, que comenzó a mediados de enero de 2015 durante la guerra del Dombás. Las fuerzas prorrusas compuestas por las milicias de Donetsk y Lugansk capturaron Debáltsevo, que había estado bajo control ucraniano desde una contraofensiva de las fuerzas gubernamentales en julio de 2014. La ciudad se encuentra en una "cuña" del territorio controlado por Ucrania bordeado por la RPD por un lado y la LPR por el otro, y es un cruce vital de carreteras y ferrocarriles.
Los separatistas comenzaron un esfuerzo concertado para expulsar a las tropas ucranianas de la ciudad el 16 y 17 de enero, lo que provocó la batalla. Los intensos combates continuaron hasta el 18 de febrero de 2015, cuando las fuerzas ucranianas se retiraron de Debáltseve a Bajmut.
Fue la última gran batalla durante la fase 2014-2015  de la guerra en Dombás, ya que el alto el fuego de Minsk II entró en vigor el 15 de febrero de 2015, aunque los combates continuaron en Debáltseve durante varios días después.

## Antecedentes

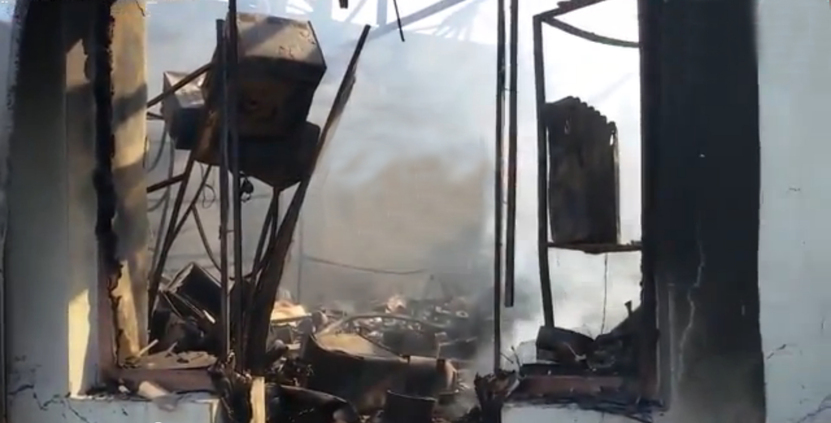
Edificio dañado el 25 de julio de 2014

Debaltseve quedó bajo el control separatista prorruso en abril de 2014, en medio de disturbios generalizados en el este y el sur de Ucrania a raíz del Euromaidán. Las fuerzas ucranianas lograron recuperar la ciudad el 28 de julio de 2014 y continuaron reteniéndola firmemente hasta enero de 2015. Después de que se firmara el acuerdo de alto el fuego del Protocolo de Minsk el 5 de septiembre de 2014, se produjeron violaciones intermitentes en los alrededores de Debaltsevo.  

## Eventos
Miles de tropas ucranianas se atrincheraron en Debaltseve en enero de 2015. La ciudad es un cruce ferroviario y de carreteras vital, y estaba intercalada entre los territorios de la RPD y la LPR como un "bolsillo" o "cuña" del territorio ucraniano, un saliente de 15 millas hacia el territorio controlado por los separatistas. La mayoría de los residentes ya se habían ido, con las tiendas cerradas, las escuelas abandonadas y las casas dañadas. Los bombardeos intermitentes de la ciudad fueron comunes en los meses anteriores a la escalada de enero de 2015. Sin embargo, los bombardeos intensos comenzaron el 17 de enero y continuaron hasta el 20 de enero.
Las fuerzas de la RPD atacaron posiciones ucranianas en los alrededores de Debáltseve el 22 de enero. Los intensos bombardeos continuaron hasta el día siguiente, mientras que las fuerzas ucranianas continuaron manteniendo sus posiciones en la ciudad. Un edificio escolar vacío fue alcanzado por un proyectil durante los enfrentamientos. En represalia, las fuerzas ucranianas iniciaron un bombardeo de artillería contra las posiciones separatistas fuera de la ciudad. Al día siguiente, la DPR prometió retomar Debáltseve, que estaba rodeada por territorio controlado por la DPR y la LPR por tres lados. Según un informe del 24 de enero, un puesto de control ucraniano cerca de la ciudad fue atacado directamente por rebeldes de la RPD. Las fuerzas de la RPD atacaron otro puesto de control ucraniano cerca de Debáltseve el 25 de enero, pero el ataque fue repelido. Al día siguiente, tales ataques continuaron, con intensos combates alrededor de Debáltsevo. Un residente de la ciudad dijo a Reuters que Debáltseve había sido rodeada casi por completo por insurgentes separatistas, pero que las fuerzas ucranianas habían logrado resistir a pesar de los constantes ataques.

### Avance separatista

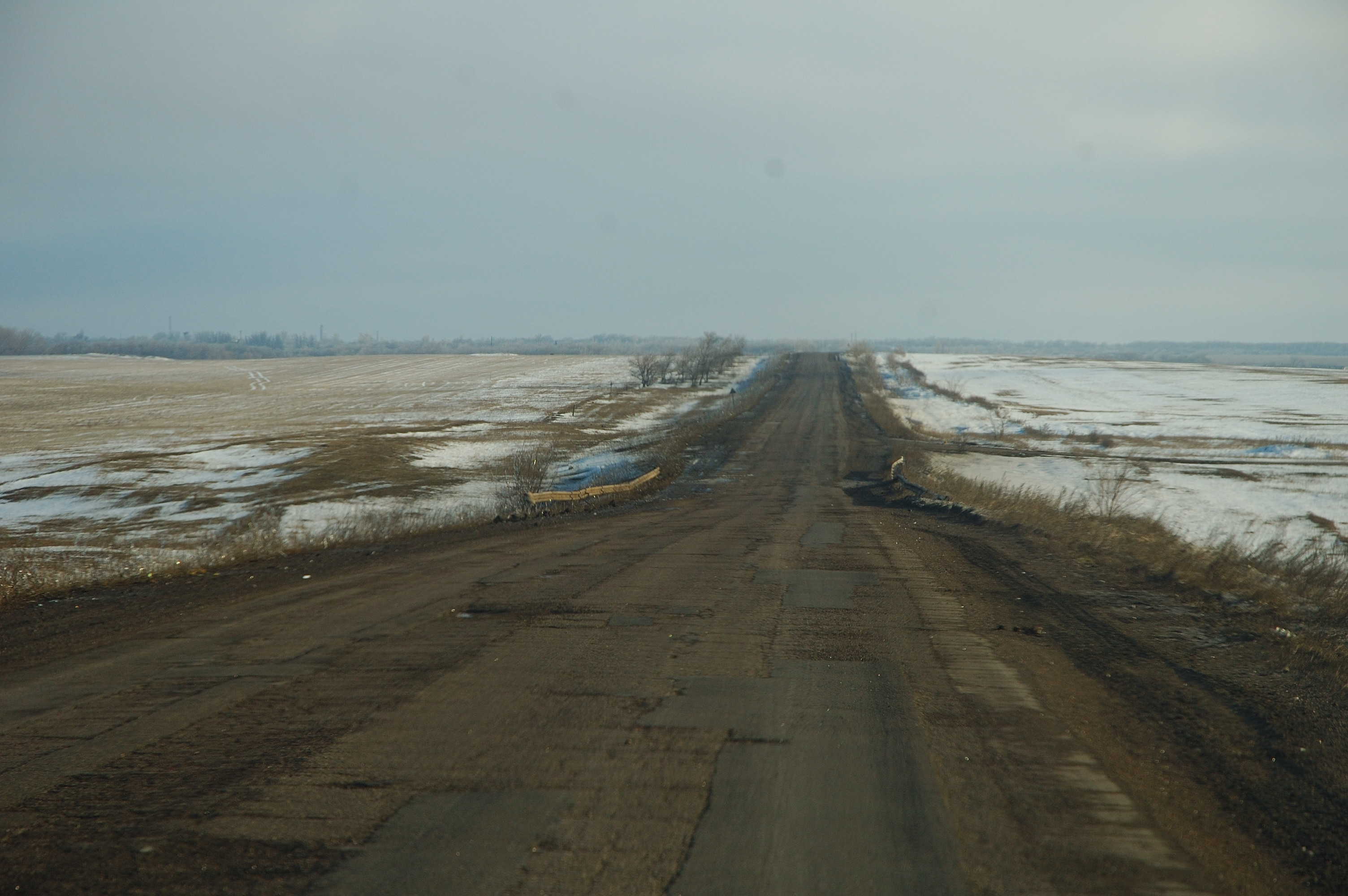
La carretera Debáltseve a Bajmut, rodeada de estepa abierta.

Los separatistas intentaron entrar en Debáltseve el 27 de enero, esta vez desde la dirección de Horlivka, pero fueron repelidos. Al día siguiente, un comandante de la RPD dijo que sus fuerzas habían capturado la carretera que conduce a la ciudad y que la ciudad había sido rodeada casi por completo. Sin embargo, el parlamentario ucraniano Dmitró Timchuk dijo el 29 de enero que las fuerzas separatistas se habían visto obligadas a "reducir" su ofensiva en la zona de Debáltseve. Según él, un contraataque de artillería por parte de las fuerzas gubernamentales había causado grandes pérdidas entre los separatistas que habían estado tratando de aislar a las tropas ucranianas del territorio controlado por Ucrania. BBC News publicó un video que mostraba a las fuerzas prorrusas atrapadas en este bombardeo. A pesar de esto, los separatistas capturaron Vuhlehirsk, un pueblo 13 kilómetros (8,1 mi) al oeste de Debáltseve en la carretera a Jórlivka controlada por DPR. Los separatistas atravesaron las líneas ucranianas, invadieron un puesto de control del gobierno, ingresaron a la ciudad y luego se dirigieron al centro. Se enviaron refuerzos para ayudar a los soldados del gobierno en Vuhlehirsk . Según un informe de Associated Press, la pérdida de esta ciudad hizo mucho más difícil para las fuerzas ucranianas mantener Debáltseve. Mientras tanto, tres civiles en Debáltsevo propiamente dicho fueron asesinados por lo que las fuerzas gubernamentales describieron como bombardeos "continuos" por parte de los rebeldes.
Durante el día 30 de enero, los proyectiles alcanzaron un autobús y también un centro cultural en el distrito de Kyibishevski que estaba siendo utilizado para distribuir ayuda humanitaria. Según la BBC, muchos civiles quedaron atrapados junto con las tropas ucranianas en la ciudad. Algunos escaparon a Bajmut, en territorio controlado por Ucrania a la entrada del bolsillo de Debáltseve. Un informe del canal de televisión ruso Vesti dijo que alrededor de 8.000 soldados ucranianos permanecían en Debáltseve y que las fuerzas separatistas estaban cerca de cerrar la entrada del bolsillo. El comandante del batallón de defensa territorial de Ucrania, Semén Seménchenko, dijo que algunos soldados ucranianos continuaron resistiendo en Vuhlehirsk, a pesar de que estaba en gran parte bajo el control de la RPD. Portavoz del Consejo Nacional de Seguridad y Defensa de Ucrania   dijo que habían llegado refuerzos para relevar a las tropas ucranianas en Vuhlehirsk, y que la línea del frente estaba aguantando. En el transcurso del día, las líneas de suministro ucranianas casi se cortaron, ya que el lanzamiento de cohetes Grad dificultó que los vehículos blindados de transporte de personal y los camiones viajaran en los 31 millas (49,9 km) carretera norte-sur entre Bajmut y Debáltsevo Al menos siete civiles murieron cuando un cohete Grad golpeó un bloque de viviendas en la ciudad. Los residentes restantes de Debáltseve comenzaron a intentar evacuar la ciudad en medio de crecientes combates. Se organizaron tres autobuses por día para llevar a la gente fuera de la zona de conflicto a Bajmut.

### Cerrando la "hervidora"

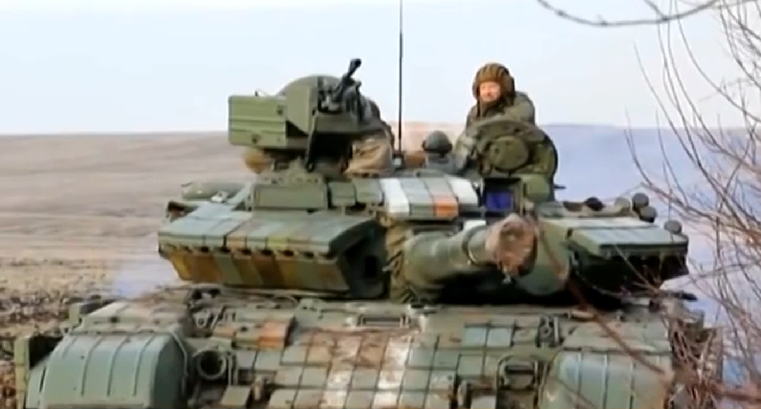
Tanque ucraniano T-64 BV en el área de Debáltsevo

Doce civiles más murieron a causa de los bombardeos de la RPD en  Debáltseve el 31 de enero. Las fuerzas gubernamentales continuaron usando fuego de artillería para impedir que los refuerzos de la RPD ingresaran a Vuhlehirsk. Una ofensiva terrestre para desalojar a los separatistas de esa ciudad fracasó, lo que resultó en la muerte de tres miembros del Batallón Donbas e hirió al comandante del batallón Semenchenko . La evacuación de civiles de Debaltseve continuó en medio de las duras condiciones invernales. A partir de ese día, la ciudad había estado sin agua, gas o electricidad durante al menos diez días. Según el primer ministro ucraniano Arseniy Yatsenyuk, al menos 1.000 personas habían sido evacuadas de Debáltsevo el 31 de enero. El ministro de Defensa de Ucrania, Stepan Poltorak, confirmó que parte de Debáltsevo estaba bajo el control de la DPR.
El primer día de febrero, la situación en Debaltseve se deterioró rápidamente. Según el Kyiv Post, algunas unidades de la Guardia Nacional de Ucrania se vieron obligadas a huir cuando las fuerzas de la RPD avanzaron hacia las afueras de la ciudad.  La situación en Debáltseve siguió empeorando hasta el 2 de febrero. The New York Times informó que parecía que los separatistas podrían tomar la carretera de Bajmut "en cualquier momento". La carretera se había vuelto casi intransitable, y varios autobuses cargados de refugiados habían sido alcanzados por fuego de artillería. Refiriéndose al bolsillo del territorio controlado por Ucrania alrededor de Debáltseve como una " hervidora ", como se hizo común, el líder de la RPD, Alexander Zajárchenko, dijo que cualquiera que intentara salir de la "hervidora" estaría en el "campo de fuego entrelazado de nuestra artillería". Un informe de los trabajadores humanitarios en la zona de combate decía que 8.000 residentes habían escapado del área de Debáltseve el 2 de febrero. Un trabajador humanitario dijo que las fuerzas prorrusas estaban apuntando deliberadamente a los autobuses que se usaban para transportar a los residentes fuera de la ciudad. Un observador de Amnistía Internacional dijo que la situación humanitaria en Debaltseve se había vuelto "catastrófica".  Para ayudar a las tropas ucranianas restantes en Debáltseve, las Fuerzas Armadas enviaron una gran columna de refuerzos, incluidos vehículos blindados y transportes de tropas, desde su base de operaciones en Kramatorsk hasta la sitiada Debáltseve.

Mapa que muestra la operación Debáltsevo

Se acordó un alto el fuego entre las fuerzas separatistas y ucranianas para el día 3 de febrero. La intención declarada era permitir que los civiles que quedaban escaparan de la zona de Debaltseve. Los bombardeos disminuyeron hasta las 13:00 EET, cuando se dispararon salvas de cohetes Grad hacia Debáltseve. La lucha continuó hasta el día siguiente. Un residente de Debáltseve que había huido a Bajmut dijo que "no quedaba nada" en la ciudad. Las fuerzas de la RPD obtuvieron el control de Vuhlehirsk el 4 de febrero, lo que permitió a los separatistas aumentar los bombardeos de la carretera de Bajmut y Debásltseve. Las fuerzas de la RPD y Ucrania acordaron establecer un corredor humanitario el 6 de febrero, en otro intento de permitir que los civiles restantes escapen de Debáltseve. Cientos de civiles pudieron huir. La lucha se reanudó el 7 de febrero. Las fuerzas de la RPD dijeron que habían rodeado completamente la ciudad al capturar la aldea de Lohvynove el 9 de febrero, "cerrando así el caldero". Solo cuatro soldados ucranianos estaban estacionados en el pueblo en ese momento, lo que permitió a los separatistas capturarlo fácilmente. Las fuerzas gubernamentales dijeron que los combates continuaban en la carretera de Bajmut y que la tetera no se había cerrado por completo. En la mañana del 10 de febrero, quedó claro que las fuerzas separatistas habían obtenido el control de la carretera de Bajmut, cortando así a las fuerzas gubernamentales. Los videos mostraban a militantes de la DPR y tanques moviéndose a lo largo de la carretera. Durante el día, el jefe de policía de Lviv resultó herido en una explosión en una carretera cercana a la ciudad.  Las fuerzas ucranianas sufrieron numerosas bajas por el fuego de artillería hasta el 11 de febrero. Diecinueve soldados murieron y setenta y ocho resultaron heridos en veinticuatro horas. Los que murieron habían estado luchando cerca de la colina Hostra Mohyla, cerca de Debáltsevo Además, las fuerzas de la RPD asaltaron la jefatura de policía de Debáltseve y mataron al jefe de policía de la ciudad. 

### Después de Minsk II
A pesar de la firma de un nuevo acuerdo de alto el fuego el 12 de febrero de 2015, los combates se intensificaron en torno a Debáltseve. Las fuerzas separatistas intentaron una ofensiva en Debáltseve propiamente dicho en un esfuerzo por expulsar a las tropas gubernamentales antes del inicio del alto el fuego, que entraría en vigor a las 0:00 EET del 15 de febrero de 2015. Se informó que fuertes bombardeos de artillería habían golpeado la ciudad, y la estratégica carretera de Bajmut estaba bajo intensos bombardeos. Las tropas gubernamentales intentaron recuperar Lohvynove, pero fueron emboscados por militantes separatistas. Un soldado ucraniano describió la situación en la aldea como una "picadora de carne" que era "peor incluso que las de los aeropuertos de Donetsk y Lugansk". Al menos 96 soldados ucranianos resultaron heridos, mientras que se desconoce el número de muertos porque las fuerzas ucranianas se vieron obligadas a escapar antes de que pudieran retirar los cuerpos de sus camaradas. Los combates continuaron a lo largo de la carretera de Bajmut hasta el 14 de febrero, mientras los insurgentes de la RPD continuaban su intento de eliminar la resistencia ucraniana. El jefe de policía regional de Donetsk, Vyacheslav Abroskin, dijo que los intensos bombardeos estaban "destruyendo Debáltseve". La portavoz del Departamento de Estado de Estados Unidos, Jen Psaki, dijo que las Fuerzas Armadas rusas habían desplegado "una gran cantidad de artillería y múltiples sistemas de lanzamiento de cohetes alrededor de Debaltseve", y que Rusia era responsable del bombardeo de la ciudad. Un informe de The New York Times decía que la carretera de Bajmut se había vuelto completamente intransitable el 12 de febrero y que nadie había viajado por ella desde ese día. También dijo que el camino había sido atado con minas terrestres . El presidente ucraniano, Petro Poroshenko, ordenó a sus fuerzas observar el alto el fuego que entró en vigor a las 0:00 EET del 15 de febrero, y los comandantes insurgentes hicieron lo mismo. Aunque la lucha cesó en la mayor parte de la zona de combate, continuó en Debáltseve. El líder de la RPD, Alexander Zajárchenko, dijo que Minsk II no se aplicaba a Debáltseve, ya que no se mencionaba en el acuerdo. Un soldado ucraniano que estaba estacionado en un puesto de control en el pueblo de Lugansk, al norte de Debáltsevo, dijo que "no había alto el fuego". Durante el transcurso del 15 de febrero, los bombardeos alcanzaron posiciones ucranianas y las fuerzas separatistas realizaron múltiples ataques contra la ciudad desde el oeste y el este, asaltando posiciones gubernamentales en el pueblo cercano de Chornújine . No obstante, los bombardeos en la zona fueron menos intensos que en los días previos al inicio del alto el fuego. Las autoridades separatistas negaron el acceso a Debaltseve a los monitores de la OSCE, destinados a observar la implementación de Minsk II.
Las fuerzas separatistas entraron en Debáltsevo propiamente dicho el 17 de febrero. Por primera vez, los combates tuvieron lugar en las calles de la ciudad.  Las autoridades separatistas dijeron que habían capturado la estación de ferrocarril de la ciudad, y también sus afueras orientales. El portavoz del NSDC negó esto, y dijo que la lucha estaba en curso en todo Debaltseve.  Después de esto, los separatistas dijeron que habían capturado la mayor parte de la ciudad y estaban llevando a cabo una "operación de limpieza".  Dijeron que habían hecho prisioneros al menos a 300 soldados ucranianos.  Una declaración emitida por el Ministerio de Defensa ucraniano confirmó que parte de la ciudad había caído en manos de "bandidos", y que algunos soldados habían sido hechos prisioneros.  Los soldados ucranianos en la aldea de Komuna, justo al oeste de Debaltseve, dijeron a los periodistas que podrían mantener sus posiciones solo durante doce horas más o serían invadidos y asesinados por los separatistas.  Al mismo tiempo, un portavoz de la operación militar ucraniana en Donbas dijo que Lohvynove y la carretera de Bajmut habían sido devueltas al control ucraniano.

### Retirada ucraniana
Las fuerzas ucranianas comenzaron a retirarse de Debáltsevo en la madrugada del 18 de febrero. Antes de la retirada, unos 6.000 soldados se habían escondido en la ciudad.  Los preparativos para el retiro habían estado ocurriendo en secreto durante días antes. Según The New York Times, el liderazgo de la operación militar ucraniana había pasado mucho tiempo tratando de encontrar un camino para escapar, ya que la carretera de Bakhmut se había vuelto intransitable.  La situación en Debáltsevo se había vuelto insostenible para las tropas ucranianas posicionadas allí. Un soldado dijo que si las fuerzas ucranianas se hubieran quedado en la ciudad, "definitivamente sería cautiverio o muerte".  Para encontrar una ruta utilizable para salir de Debaltseve, se enviaron ambulancias a través de "campos de agricultores y carreteras secundarias", asegurando que tales movimientos no atrajeran la atención de los separatistas.  Habiendo seleccionado una ruta hacia el norte hasta la aldea de Luhanske, controlada por Ucrania, el plan de retirada se puso en acción. Los transportes de tropas hacían cola en el borde de Debáltsevo a la 01:00 EET. A los soldados se les dijo que se prepararan para salir en diez minutos sin previo aviso, y luego cargaran en los camiones preparados. Abandonaron su armamento pesado y destruyeron sus municiones para evitar que cayeran en manos separatistas. Después de la carga, la columna de unos 2.000 hombres, incluidos tanques y otros vehículos blindados, comenzó a alejarse de la ciudad.  Los faros se mantuvieron apagados para evitar atraer la atención de los separatistas. A pesar de estos preparativos, el convoy fue atacado rápidamente por las fuerzas separatistas. Los vehículos se averiaron y se estrellaron, con fuego lloviendo sobre el convoy desde todos los lados. Un soldado dijo que los separatistas estaban "disparando con tanques, granadas propulsadas por cohetes y rifles de francotirador", y que la columna había sido "desintegrada". Muchos soldados se vieron obligados a abandonar sus vehículos y proceder a pie. Los soldados muertos y heridos quedaron atrás, ya que era imposible evacuarlos.  La retirada se complicó por el hecho de que las fuerzas gubernamentales no habían obtenido el control de Lohvynove, como se había afirmado un día antes. El comandante del Batallón Donbas, Semen Semenchenko, dijo: "Todos los cuentos de hadas sobre Lohvynove resultaron ser cuentos de hadas". Corrientes de soldados ucranianos harapientos que habían abandonado Debáltsevo llegaron a Luhanske a medida que avanzaba el día.
El presidente ucraniano, Petro Poroshenko, dijo que la retirada había sido "planeada y organizada", y que esta retirada ordenada demostró que Debáltsevo había estado bajo control ucraniano y que "no hubo cerco".  Los soldados en el terreno, sin embargo, disputaron el relato del presidente Poroshenko. Algunos soldados dijeron que "en realidad se les había dicho que se quedaran quietos", y que habían sido "dejados morir en una trampa". Dijeron que el gobierno ucraniano y los medios de comunicación repitieron "mentiras" sobre el estado de Debaltseve, y que las fuerzas ucranianas habían estado rodeadas durante más de una semana. El primer teniente Yuriy Prekharia, que había sobrevivido previamente al cerco de las fuerzas ucranianas en Ilovaisk, dijo que el Jefe del Estado Mayor Viktor Muzhenko había repetido el mismo error, permitiendo que las fuerzas ucranianas quedaran atrapadas sin apoyo.  Dijo que "los comandantes deberían haber dado la orden de abrirse paso y retirarse tan pronto como la amenaza de cerco se hiciera evidente".  El comandante Semenchenko también dijo: "El problema era con el liderazgo y la coordinación de las acciones... Lo que está sucediendo ahora es el resultado de una gestión incompetente de nuestras tropas, a pesar de que están tratando de encubrir esto con una tormenta de propaganda".  El presidente Poroshenko dijo que unos 2.500 hombres se habían retirado de Debáltsevo al final del día 18 de febrero, y este número representaba el 80% de las tropas ucranianas que habían estado en la ciudad. Los informes oficiales dijeron que trece soldados habían muerto durante la retirada, y que  habían sido heridos. Como se mencionó anteriormente, los soldados en el terreno disputaron estos números como groseramente inexactos, y dijeron que el número de muertos era "claramente de cientos". Dos semanas después, el número oficial de víctimas durante la retirada se estimó en 19 muertos, 12 desaparecidos, 9 capturados y  heridos. Fuentes del gobierno ucraniano, por otro lado, informaron que 185 soldados habían muerto durante la batalla, habían sido hechos prisioneros, y 81 estaban desaparecidos.  El número de muertos ucranianos se actualizó más tarde a 267 muertos, después de que se encontraron los cuerpos de muchos de los desaparecidos.  Los líderes separatistas también dijeron que sus fuerzas habían capturado una cantidad significativa de armamento pesado ucraniano que había quedado atrás durante la retirada.
Algunos soldados permanecieron atrapados en Debáltsevo el 19 de febrero, pero los soldados que escaparon previamente dijeron que se les prohibió rescatar a sus camaradas atrapados. ] Las fuerzas separatistas eliminaron los últimos focos de resistencia ucraniana en el área de Debáltsevo el 20 de febrero, cuando capturaron las aldeas de Chornukhyne, Ridkodub, Nikishyne y Mius.  Según un informe del 27 de febrero de la Oficina de las Naciones Unidas para la Coordinación de Asuntos Humanitarios (OCHA), las autoridades de la RPD encontraron 500 cadáveres de civiles en casas y sótanos en Debáltsevo después de la batalla. Casi todos los edificios del centro de la ciudad fueron gravemente dañados o destruidos por los combates.